# Agarodes tetron
Agarodes tetron är en nattsländeart som först beskrevs av Ross 1948.  Agarodes tetron ingår i släktet Agarodes och familjen krumrörsnattsländor. Inga underarter finns listade i Catalogue of Life.